# King John
King John je britský němý film z roku 1899. Režiséry jsou Walter Pfeffer Dando (1852–1944) a William Kennedy Dickson (1860–1935). Film trvá necelé dvě minuty. Film se skládal nejméně ze čtyř scén, z nichž se dochoval jen zhruba dvouminutový fragment uložený v Nederlands Filmmuseum. Film vznikl podle divadelní hry Král Jan od Williama Shakespeara.
Film je považován za první filmovou adaptaci Shakespearovy tvorby. Film produkovala britská pobočka British Mutoscope and Biograph americké společnosti American Mutoscope and Biograph Company.

## Děj
Dochovaný fragment zobrazuje krále Jana, ztvárněného hercem Herbertem Beerbohmem Treem, jak sedí na trůně a čeká na smrt v opatství Swinstead.